# Guillaume Ducellet
Guillaume Ducellet, Dusselet ou Ducelet est un maître-architecte et sculpteur français, né dans la décennie 1600 et possiblement mort en 1639 ou plutôt en 1641.

## Biographie
Guillaume Ducellet ne serait connu que par trois chantiers. Il intervient sur la Loge du Change de Lyon à partir de 1637 sans que l'on sache s'il se conforme aux projets antérieurs dessinés en 1631 à la demande des marchands et des bourgeois de la ville ou celui de 1634 par le parisien Simon Gourdet ou bien s'il s'agit de son propre projet. Il y travaille alors sous la direction d'Antoine Mey, un bourgeois lyonnais, et on lui attribue les quatre premières travées doriques de la Loge. Son intervention sur la chapelle de la Charité est plus modeste. Ne lui serait attribuée que la réalisation d'une baie circulaire au-dessus du portail de J. Gentillâtre, celle-ci étant démolie en 1930.
Les réalisations sur la chapelle de l'Hôtel-Dieu sont plus importantes. Un prix fait devant le notaire Gajan du 14 juin 1637 entre Ducellet et les recteurs et administrateurs de l'Hôtel-Dieu mentionne Guillaume Ducellet, « maître-architecte » assisté des maîtres-maçons François Renan et Pierre Bournan comme ceux qui entament la construction de l'édifice mais Antoine Mey aurait pu confier à l'architecte un modèle à réaliser, hypothèse renforcée par la présence de l'architecte Étienne Martellange cette même année à Lyon. L'architecte possède toutefois un projet de façade pour la chapelle, composé de trois portails et un clocher au sud en remplacement de celui érigé au siècle précédent. Il fournit également les gabarits pour les pierres de taille, des détails de la modénature et des sculptures. Les travaux sont interrompus en 1638 en raison d'un des épisodes de peste que connaît la ville. Celui de 1641 finit par emporter l'architecte alors que le chantier, qui durera dix-huit ans, est loin d'être achevé. Les travaux sont ensuite repris par l'architecte Claude Chana et le maître-maçon Simon Le Rupt,. En 1641, ces deux derniers sont dépêchés sur le site à la demande du Consulat par l'intermédiaire de l'échevin Benoît Voisin en possession des plans de Ducellet « pour ne rien obvier à la décoration et commodité d'un tel ouvrage public ».

## Œuvres
- Chapelle de l'Hôtel-Dieu de Lyon, 1637-1639 ou 1641, selon que l'on considère la mort de l'architecte en 1639 ou 1641 ;
- Chapelle de la Charité de Lyon : sculpture d'une baie circulaire au-dessus du portail de J. Gentillâtre ;
- Temple du Change à Lyon : quatre travées doriques.

## Galerie

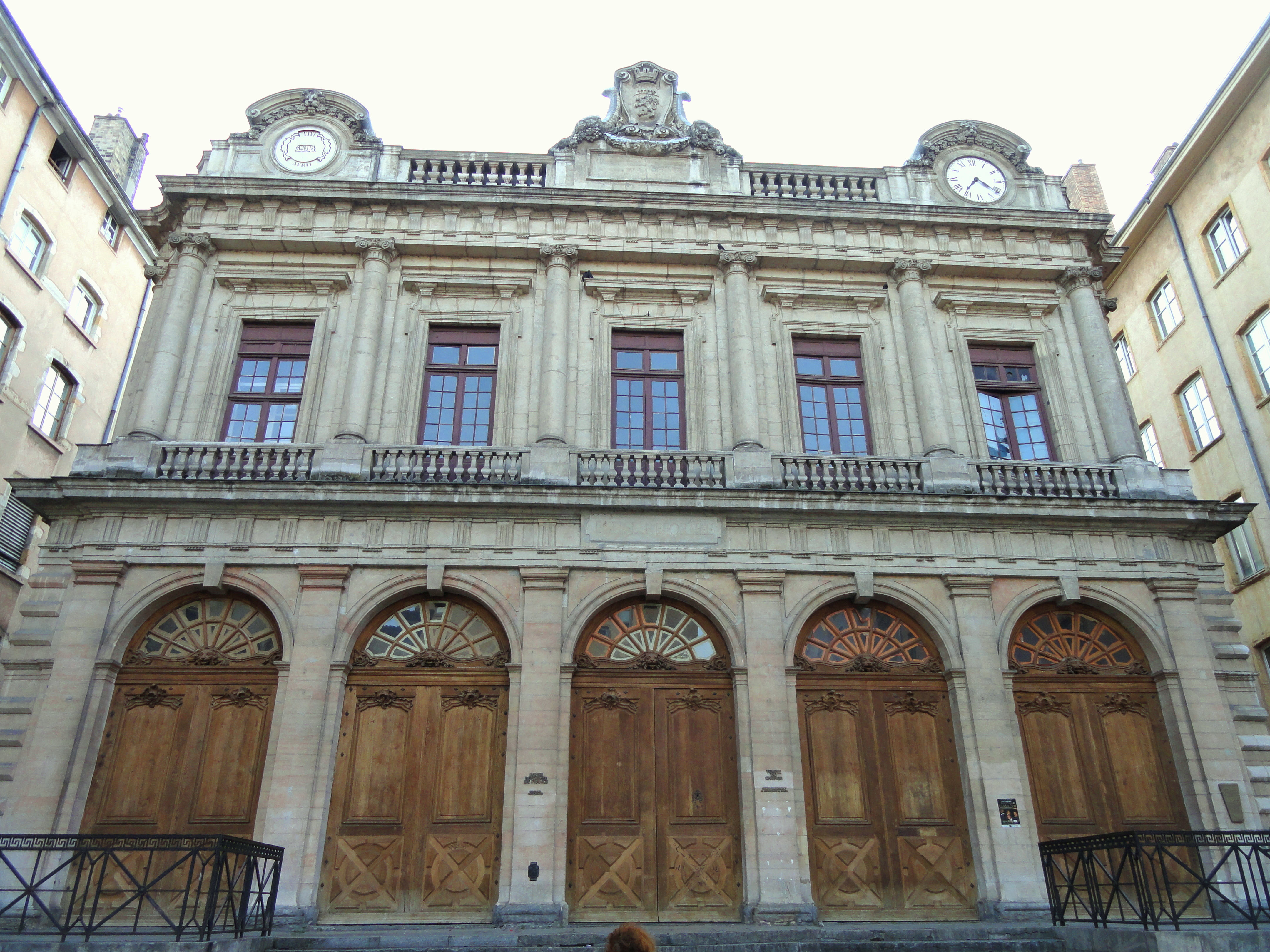
Loge du Change, quatre travées du rez-de-chaussée sont de Guillaume Ducellet.
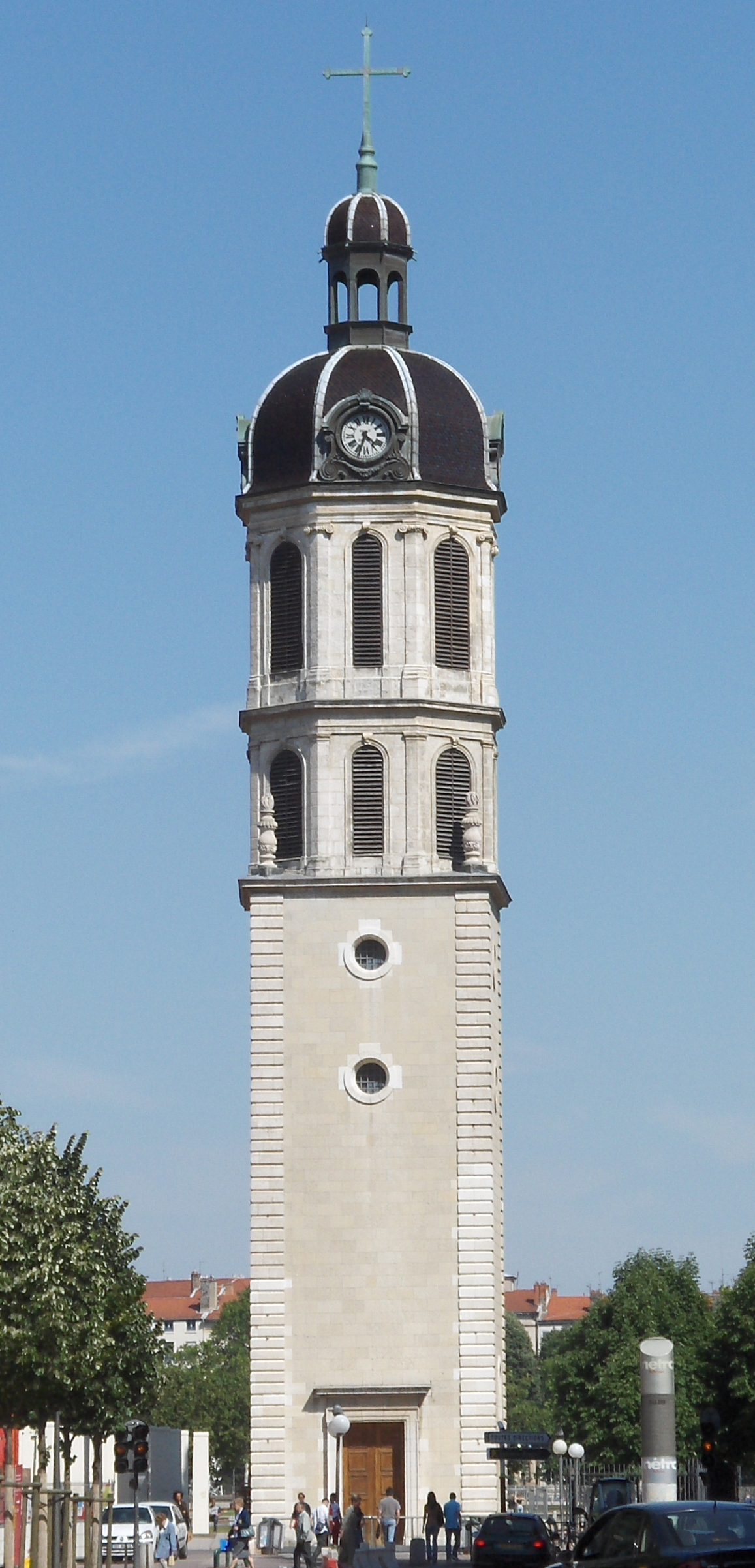
Le clocher de l'église de la Charité, unique vestige de l'hôpital de la Charité de Lyon.

## Sources
- Suzanne Marchand, Dominique Bertin, Maria-Gabriella De Monte, Nathalie Mathian, Didier Repellin, La chapelle de l'Hôtel-Dieu de Lyon. Carnet d'une restauration, éditions lyonnaises d'art et d'histoire, Hospices civils de Lyon, 2014
- Claude Lapras, Chantal Rousset-Beaumesnil, La chapelle de l'Hôtel-Dieu de Lyon, éditions lyonnaises d'art et d'histoire, 2002,  (ISBN 2841471306), 91 pages